# It's All Right Part.2 (DONGKIZ單曲)
《It's All Right Part.2》是韓國男子組合DONGKIZ的特別單曲，於2021年12月30日由Dongyo Entertainment和Genie Music發行，主打歌名為〈2021 (Memories)〉。

## 歌曲介紹
It's All Right Part.2是DONGKIZ爲溫暖冬天的帶來的第一首冬季歌, 由庚潤, 宰燦和鐘亨參與整個製作過程, 是從頭到尾都是DONGKIZ成員們親手完成的自製歌曲。
去年冬天，以一首名爲《It's All Right》的歌曲，向大家傳達了一整年對大家的喜愛和感激之情，但已經過去1年了！ 隨着這次專輯的親自企劃和準備，他們覺得每年年末定期進行這樣的項目會比較好，所以把去年歌曲的延長線定爲"It's All Right Part.2"。
這首歌曲真的是從頭到尾都經過他們親自製作意義非凡的專輯，這次的歌曲《2021(Memories)》只有一首, 是爲了希望所有聽這首歌的人珍惜2021年與我們在一起的回憶而準備的歌曲。 所以歌名也定爲了2021(Memories)。 從製作到封面拍攝及設計工作、MV拍攝和編輯等,大家所看到的所有資料都是成員們熬夜與筆記本電腦鬥爭的結果。 不僅是能用耳朵聽的3分鐘歌曲,希望看到的所有照片和視頻都能感受到他們的真心。希望這首歌能成爲有人對「爲什麼喜歡DONGKIZ而不是其他組合」的提問的回答之一。

## 回歸日程
| 日期     | 公開內容                             |
| -------- | ------------------------------------ |
| 12月22日 | 公開回歸日程                         |
| 12月23日 | 公開庚潤的Teaser Image 1             |
| 12月24日 | 公開鐘亨的Teaser Image 1             |
| 12月25日 | 公開宰燦的Teaser Image 1             |
| 12月26日 | 公開Pre-Listening                    |
| 12月27日 | 公開團體Teaser Image                 |
| 12月28日 | 公開宰燦, 庚潤, 鐘亨的Teaser Image 2 |
| 12月29日 | 公開MV Teaser                        |
| 12月30日 | 發佈音源                             |

## 曲目
| 曲序     | 曲目            |                | 作曲                     | 时长 |
| -------- | --------------- | -------------- | ------------------------ | ---- |
| 1.       | 2021 (Memories) | 庚潤 宰燦 鐘亨 | 宰燦 Cray bin 소리 ALOHA | 2:24 |
| 总时长： | 总时长：        | 总时长：       | 总时长：                 | 2:24 |

## 相關影片
| 年份   | 日期     | 影片名稱                                |
| ------ | -------- | --------------------------------------- |
| 2021年 | 12月21日 | Spoiler Teaser （页面存档备份，存于）   |
| 2021年 | 12月26日 | Pre-Listening （页面存档备份，存于）    |
| 2021年 | 12月29日 | Teaser （页面存档备份，存于）           |
| 2021年 | 12月30日 | MV （页面存档备份，存于）               |
| 2022   | 1月10日  | Recording Behind （页面存档备份，存于） |